# 維爾卡維什基斯
維爾卡維什基斯（Vilkaviškis）是立陶宛的城市，位於該國西南部的馬里揚泊列東北25公里，由馬里揚泊列縣負責管轄，面積7.53平方公里，海拔高度73米，2010年人口12,645人。維爾卡維什基斯的名字得名自谢梅娜河的支流維爾卡烏亞河。一開始的名稱是維爾卡烏什基斯，之後才改為比較容易發音的。
此城市在1941年之前有大型的猶太社區，後來被納粹以及地方的納粹支持者所滅絕了。2016年因為物價上漲，使得民眾自發性抵制超市的花椰菜革命就是在此城市開始的。